# Zerbolò
Zerbolò (Zérbol in dialetto lomellino) è un comune italiano di 1 662 abitanti della provincia di Pavia in Lombardia. Si trova nella Lomellina orientale, nella valle alluvionale del Ticino, non lontano dalla riva destra del fiume.

## Geografia fisica

### Ambiente
Il paese e il territorio circostante sono sede di una colonia stanziale di cicogna bianca.
I nidi sono visibili in alcune zone del paese ed aree limitrofe (ad es.: all'ingresso del paese, per chi proviene da Gropello Cairoli o Bereguardo, o alla uscita A7 di Gropello Cairoli guardando sulla sinistra) ma in particolare modo si concentrano nell'area della Cascina Venara in Zerbolò (segnalazioni in centro paese). La Cascina è anche sede di un ostello.
Da alcuni anni a questa parte il numero di cicogne nidificanti si è stabilizzato in una dozzina di coppie che riproducendosi garantisce annualmente un buon numero di nuovi nati. Essendo la specie tendenzialmente gregaria, la presenza della colonia stanziale di cicogne spinge soggetti selvatici, impegnati nella migrazione, a fermarsi e, nella maggior parte dei casi, a nidificare e riprodursi.

## Storia

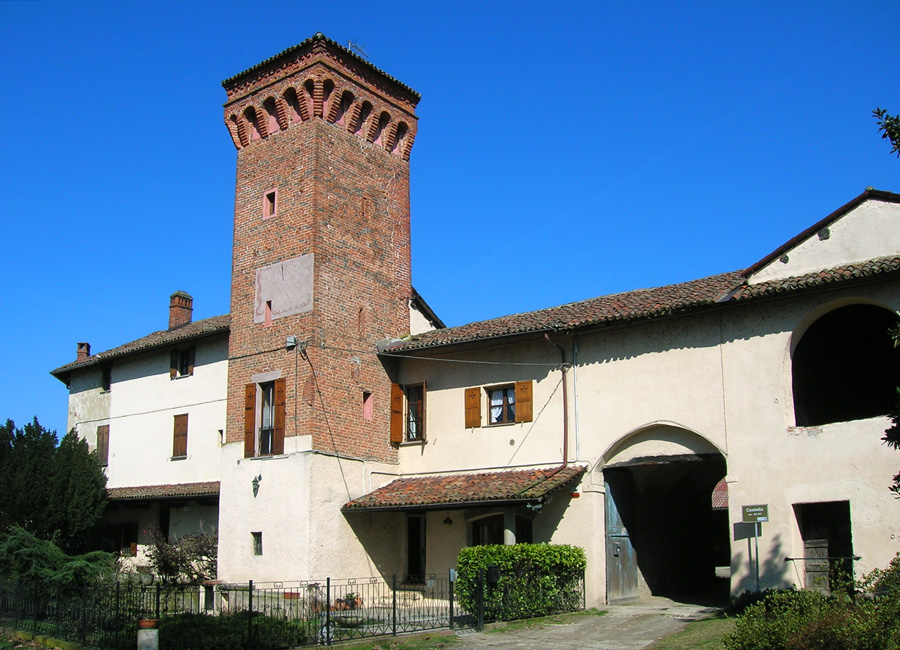
Il castello Beccaria di Zerbolò

La zona di Zerbolò faceva parte del territorio di Garlasco, che apparteneva fino al XIII secolo al monastero di San Salvatore di Pavia, e passò in seguito in potere dei Beccaria. Nel 1259 essi costruirono un castello presso il Ticino, attorno al quale si andò formando il nuovo paese di Zerbolate, l'attuale Zerbolò. Nel XV secolo esso, seguendo le sorti dei vicini Gropello e Carbonara, dalla signoria dei Beccaria passò per eredità a un ramo dei Visconti, e due secoli dopo sempre per eredità ai Lonati Visconti. Nel 1713, con tutta la Lomellina, entra a far parte dei domini dei Savoia. Nel 1815 vengono uniti a Zerbolò i vicini piccoli comuni di Parasacco, Guasta, Marzo, Limido, Sedone, attuali frazioni, oltre a Campomaggiore, che nel 1866 sarà annesso a Carbonara al Ticino.
- Parasacco, noto almeno dal XIV secolo quando aveva una propria chiesa, fu un feudo autonomo rispetto a Zerbolò. Esso fino al XVII secolo appartenne, insieme a Sedone, a un altro ramo dei Visconti, quello dei marchesi di Parona; passò poi ai Monticelli, feudatari anche di Sedone e di Mezzana Rabattone, feudi che nel 1705 passarono ai Guasco di Alessandria. Il comune fu unito a Zerbolò nel 1815.
- Sedone, come si è detto, seguì feudalmente le sorti di Parasacco, pur essendo un comune autonomo rispetto a esso. Fu unito a Zerbolò già in epoca napoleonica (1806).
- Limido, noto come Limide fin dal 1250, era un piccolo comune appartenente dal XV secolo al 1634 al vasto feudo degli Eustachi di Pavia, signori di gran parte della Lomellina sudorientale; dopo la loro estinzione nel 1634 sembra che sia stato definitivamente incamerato. In epoca napoleonica fu momentaneamente unito a Carbonara, e nel 1815 a Zerbolò.
- Le cascine Guasta e Marzo, staccate da Zerbolò la prima e da Parasacco la seconda, risultavano comuni autonomi nel XVII secolo, e nel successivo furono unite in un solo comune. Esso fu unito a Zerbolò nel 1815.

### Simboli
Lo stemma e il gonfalone sono stati concessi con DPR del 13 febbraio 1954. 
Il gonfalone è un drappo di azzurro.

## Società

### Evoluzione demografica
Abitanti censiti

## Cultura

### Cucina

#### Sagra di San Bartolomeo
A fine Agosto il comune ospita la popolare Sagra in onore del Santo Patrono con un
menù che offre molti piatti tipici della tradizione del territorio.

## Infrastrutture e trasporti
Il paese è attraversato dall'autostrada A7 Milano-Genova che taglia in due parti il centro abitato.